# 治安联防队
治安联防队是在中华人民共和国内地，各地方为维护当地治安而组建的旨在协助公安部门开展维护本地治安工作的群众性组织。常简称联防、联防队。
1988年，中华人民共和国国务院批准了中华人民共和国公安部《关于继续加强群众性治安联防工作的请示》，其中的一段为联防队提供了法律上的依据：

治安问题是各种社会矛盾的综合反映，搞好社会治安要依靠社会的共同努力。街道居民、企业单位自己组织起来，集一点资，出一些人，用于维护本地或本单位治安，既服务于社会，自己也受益，这种取之于民、用之于民的作法，不应否定，应继续推行。

联防队在维护当地治安方面起到了一些作用，对毛细社区的轻微犯罪起到了震慑作用，但自从其成立以来，有关联防队员随意执法、滥用私刑和缺乏执法主体资格的争议时有发生。联防队员往往缺乏培训、文化程度和文明程度都不高，而且缺乏体制内的监督管理，在一些争议问题上可能沦为地方政府滥用强制力的工具。
对于出现的问题，公安部曾于2004年发出通知，要求各地公安机关对聘用的治安员队伍包括联防队员，以“只出不进，逐年减少，彻底取消”的原则用3年时间进行专项清理，以符合依法治国的实施。虽然“农村原则上不再组织治安联防队”，但村镇和街道聘用的联防队仍延续。
2014年“全面推进依法治国”推出后，有学者进行“基层治理法治化问题研究”、“我国辅警制度的法治化研究”等研究议题。

## 拓展阅读
- 江苏省志（1978~2008）·公安司法志，江苏省地方志编纂委员会。第七节 城乡社区警务

- 私设公堂逼供打死1人 （页面存档备份，存于）
- 联防队员疑民工偷自行车将其殴打致死(图)